# Get Ya Mind Correct
Albums par Paul Wall & Chamillionaire
Controversy Sells
(2005)
Albums par Paul Wall
Chick Magnet
(2004)
Albums par Chamillionaire
Greatest Hits
(2003)
Get Ya Mind Correct est le premier album collaboratif des rappeurs Paul Wall et Chamillionaire, sorti le 25 juin 2002.
L'album a été vendu en plus de 150 000 exemplaires en indépendant, sans l'appui d'un grand label et a été nommé « album Indie de l'année » par le magazine The Source.

## Liste des titres
| No  | Titre                                  | Contient un (des) sample(s) de                   | Durée |
| --- | -------------------------------------- | ------------------------------------------------ | ----- |
| 1.  | My Money Gets Jealous                  |                                                  | 3:37  |
| 2.  | N Luv Wit My Money                     |                                                  | 4:15  |
| 3.  | Thinkin' Thowed                        |                                                  | 3:46  |
| 4.  | Skit                                   |                                                  | 0:58  |
| 5.  | Falsifying                             |                                                  | 4:17  |
| 6.  | U Owe Me                               |                                                  | 3:21  |
| 7.  | Skit                                   |                                                  | 0:08  |
| 8.  | The Other Day                          | What's a Telephone Bill? du Bootsy's Rubber Band | 4:11  |
| 9.  | Game Over                              |                                                  | 4:10  |
| 10. | I Wanna Get (featuring Heather Nicole) |                                                  | 3:27  |
| 11. | Balla Talk II                          |                                                  | 4:20  |
| 12. | Go Grind                               |                                                  | 4:03  |
| 13. | Skit                                   |                                                  | 0:26  |
| 14. | Luv N My Life                          |                                                  | 3:27  |
| 15. | U Already Know (featuring 50/50 Twin)  |                                                  | 3:26  |
| 16. | Play Dirty (featuring 50/50 Twin)      |                                                  | 4:04  |
| 17. | Outro                                  |                                                  | 0:22  |